# Lass Bea
Lass Bea (Szeged, 1982. október 21. –) magyar színésznő.

## Élete
8 éves korában tűnt fel a Kölyökidő című gyermekműsorban, azóta folyamatosan szerepelt filmekben, de dolgozott műsorvezetőként is. A Színművészeti Egyetem színész szakán Máté Gábor osztályába járt. Később a KOMA társulathoz csatlakozott, melynek 2012-ig tagja volt.  2012-ben elindult az X-Faktor című tehetségkutató műsor harmadik évadában.

## Filmjei
- Hazatalálsz (színes, magyar tévéfilmsorozat, 2024)
- Jófiúk (színes, magyar tévéfilmsorozat, 2019)
- Berosált a rezesbanda (2013)
- Végtelen percek (színes, magyar rövidfilm, 2011)
- Tekintet (színes, magyar kisjátékfilm, 2010)
- Intim fejlövés (színes, magyar filmdráma, 2008)
- Mátyás, a sosem volt királyfi (színes, magyar tévéfilmsorozat, 2006)
- Tea (színes, magyar vígjátéksorozat, 2002)
- Karácsonyi varázslat (színes, magyar-szlovén tévéfilm, 2000)
- Kisváros (színes, magyar tévéfilm sorozat, 2000)
- Kölyökidő (színes, magyar tévéfilm, 1989)

## Színházi szerepei
A Színházi adattárban regisztrált bemutatóinak száma: 24.
- A kétszereplős darab (bemutató: 2012. március 3. KoMa Társulat)
- A Sárkány (bemutató: 2010. október 1. KoMa Társulat)
- A tizedik gén (bemutató: 2011. szeptember 24. KoMa Társulat)
- Az anya színész (bemutató: 2007. május 19. Színház- és Filmművészeti Egyetem) (Ódry Színpad)
- Az utolsó roma - Egy utolsó cigány (bemutató: 2010. december 15. KoMa Társulat)
- Bethlen (bemutató: 2007. február 16. Színház- és Filmművészeti Egyetem) (Ódry Színpad)
- Café Brasil (bemutató: 2010. június 7. KoMa Társulat)
- Canterbury mesék (bemutató: 2006. december 9. Színház- és Filmművészeti Egyetem) (Ódry Színpad)
- Csodakvintett (bemutató: Prospero Színkör)
- Deilephila (bemutató: 2011. december 17. KoMa Társulat)
- Dzsing! (bemutató: 2008. november 4. KoMa Társulat)
- Fédra Fitness (bemutató: 2009. január 17. KoMa Társulat)
- Hacsakúgynem (bemutató: KoMa Társulat)
- Háztűznéző (bemutató: 2007. április 13. Színház- és Filmművészeti Egyetem) (Ódry Színpad)
- Idill (bemutató: 2009. február 27. KoMa Társulat)
- Líra és Epika (bemutató: 2009. április 9. KoMa Társulat)
- Mission impossibile (bemutató: Zsámbéki Színházi és Művészeti Bázis)
- Nyáron, este fél tizenegykor (bemutató: 2011. március 24. Közép-Európa Táncszínház)
- Plazma (bemutató: KoMa Társulat)
- Próféták (bemutató: 2012. április 26. KoMa Társulat)
- Sugár Bébi Láv (bemutató: 2006. október 13. Színház- és Filmművészeti Egyetem) (Ódry Színpad)
- Szentistvánnapi búcsú (bemutató: 2006. október 29. Radnóti Miklós Színház)
- SZJ9231, avagy a művtev vége (bemutató: 2009. december 12. KoMa Társulat)
- Szuper Irma (bemutató: 2010. július 25. KoMa Társulat)
- Téli rege (bemutató: 2001. december 7. Magyar Színház)
- Vőlegény (bemutató: Színház- és Filmművészeti Egyetem) (Ódry Színpad)
- Holt lelkek (Radnóti Színház)
- La Mancha lovagja (bemutató: 2013. október 12. Jászai Mari Színház, Tatabánya)
- Rokonok (bemutató: 2013. december 14. Jászai Mari Színház, Tatabánya)
- Ahogy tetszik (bemutató: 2014. november 7. Szegedi Nemzeti Színház)